# Heike Wezel
Heike Wezel (* 19. Oktober 1968 in Klingenthal) ist eine ehemalige deutsche Skilangläuferin, die vor allem von 1988 bis 1994 an Wettbewerben teilnahm.

## Werdegang
Wezel, die für den SC Dynamo Klingenthal startete, wurde bei den Juniorenweltmeisterschaften 1988 in Saalfelden mit der DDR-Staffel Weltmeisterin und gewann über 15 Kilometer die Silbermedaille. Ein Jahr zuvor holte sie bei den Juniorenweltmeisterschaften in Asiago die Silbermedaille mit der Staffel. Bei den Olympischen Winterspielen im Jahr 1992 hatte sie ihre besten Ergebnisse mit dem 17. Platz über 5 km klassisch und dem achten Rang mit der 4 × 5-km-Staffel. Der größte Erfolg ihrer Weltcup-Karriere war der vierte Platz in einem 10-Kilometer-Wettbewerb in Norwegen im Jahr 1990. Ihre besten Platzierungen bei den Nordischen Skiweltmeisterschaften 1993 in Falun waren 39. Platz über 15 km klassisch und der zehnte Rang mit der Staffel. Im Jahr 1994 gewann sie den American Birkebeiner.

## Teilnahmen an Weltmeisterschaften und Olympischen Spielen

### Olympische Spiele
- 1992 Albertville: 8. Platz Staffel, 17. Platz 5 km klassisch, 19. Platz 15 km klassisch, 25. Platz 10 km Freistil Verfolgung, 32. Platz 30 km Freistil

### Nordische Skiweltmeisterschaften
- 1991 Val di Fiemme: 5. Platz Staffel
- 1993 Falun: 10. Platz Staffel, 39. Platz 15 km klassisch, 43. Platz 30 km Freistil, 54. Platz 5 km klassisch